# 2004 GV9

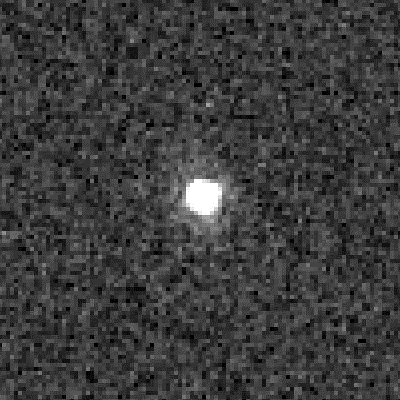
2004 GV9

2004 GV9 är ett objekt i Kuiperbältet. Det upptäcktes 2004 av NEAT vid Palomarobservatoriet. Det är klassificerat som en cubewano.